# Třída Hamilton
Třída Hamilton (jinak též třída Secretary) je třída kutrů Pobřežní stráže Spojených států amerických kategorizovaný jako High endurance cutter. Vzhledem k velikosti a schopnostem plavidel je lze kategorizovat i jako fregaty. Celkem bylo postaveno dvanáct jednotek této třídy. Americká pobřežní stráž je provozovala v letech 1967–2021. Ve službě je nahradily kutry třídy Legend. Zahraničními uživateli třídy Hamilton jsou Bangladéš, Filipíny, Nigérie, Srí Lanka a Vietnam, které získaly vyřazená plavidla.

## Stavba
Všech dvanáct jednotek této třídy postavila americká loděnice Avondale Shipyard. Do služby vstoupily v letech 1967–1972.
Jednotky třídy Hamilton:
| Jméno                                     | Založení kýlu | Vstup do služby   | Status |
| ----------------------------------------- | ------------- | ----------------- | --- |
| USCGC Hamilton (WHEC-715)                 | 1965          | 18. března 1967   | Vyřazen 28. března 2011. Předán filipínskému námořnictvu jako BRP Gregorio del Pilar (PS-15, ex FF-15).                     |
| USCGC Dallas (WHEC-716)                   | 1966          | 1. října 1967     | Vyřazen 30. března 2012. Předán filipínskému námořnictvu jako BRP Ramon Alcaraz (PS-16, ex FF-16).                          |
| USCGC Mellon (WHEC-717)                   | 1966          | 22. prosince 1967 | Vyřazen 20. srpna 2020. Dne 18. června 2025 převeden vietnamské pobřežní stráži jako CSB 8022.                              |
| USCGC Chase (WHEC-718)                    | 1966          | 1. března 1968    | Vyřazen 29. března 2011. Předán Nigerijskému námořnictvu jako NNS Thunder (F90).                                            |
| USCGC Boutwell (WHEC-719)                 | 1966          | 14. června 1968   | Vyřazen 16. března 2016. Dne 21. července 2016 předán filipínskému námořnictvu jako BRP Andres Bonifacio (PS-17, ex FF-17). |
| USCGC Sherman (WHEC-720)                  | 1967          | 3. září 1968      | Vyřazen 29. března 2018. Od 6. června 2019 provozován Srílanským námořnictvem jako SLNS Gajabahu (P626).                    |
| USCGC Gallatin (WHEC-721)                 | 1967          | 20. prosince 1968 | Vyřazen 31. března 2014. Předán Nigerijskému námořnictvu jako NNS Okpabana (F93).                                           |
| USCGC Morgenthau (WHEC-722)               | 1967          | 14. února 1969    | Vyřazen 18. dubna 2017. Dne 25. května 2017 převeden vietnamské pobřežní stráži jako CSB 8020.                              |
| USCGC Rush (WHEC-723)                     | 1967          | 3. července 1969  | Vyřazen 3. února 2015. Od 6. května 2015 provozován bangladéšským námořnictvem jako BNS Somudra Avijan (F29).               |
| USCGC Douglas Munro (WHEC-724, ex Munro)  | 1970          | 7. září 1971      | Vyřazen 24. dubna 2021. Od 22. listopadu 2022 provozován Srílanským námořnictvem jako SLNS Vijayabahu (P627).               |
| USCGC Jarvis (WHEC-725)                   | 1970          | 4. srpna 1972     | Vyřazen 2. října 2012. Od 23. května 2013 provozován bangladéšským námořnictvem jako BNS Somudra Joy (F28).                 |
| USCGC John Midgett (WHEC-726, ex Midgett) | 1971          | 17. března 1972   | Vyřazen 31. března 2020. Dne 14. srpna 2020 převeden vietnamské pobřežní stráži jako CSB 8021.                              |

## Konstrukce

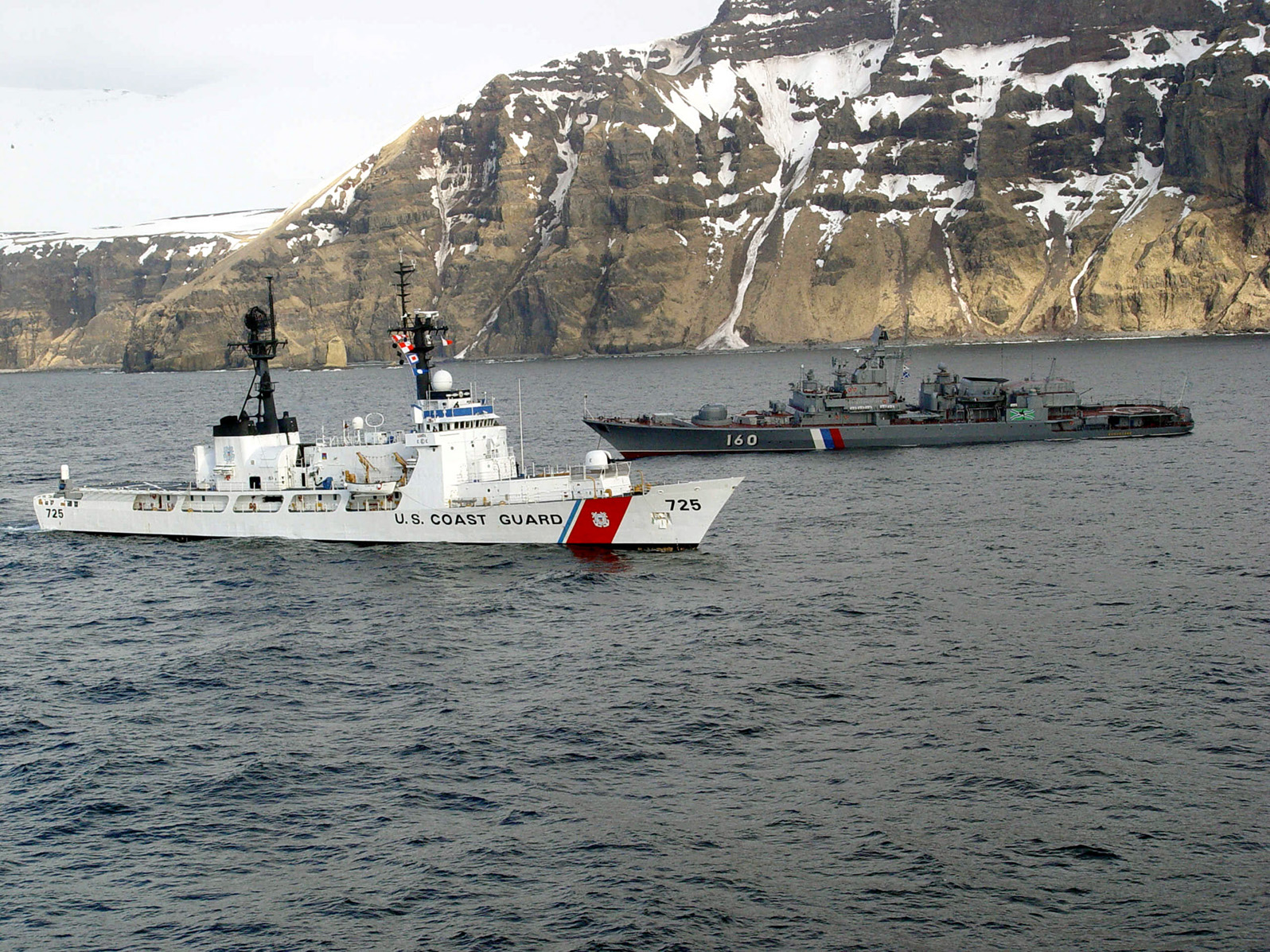
Setkání kutru USCGC Jarvis s hlídkovou lodí ruské pobřežní stráže Vorovskiy

Po dokončení kutry nesly výzbroj tvořenou jedním 127mm kanónem Mk 12, dvěma 20mm kanóny Mk 16, dvěma vrhači hlubinných pum Hedgehog, dvěma 12,7mm kulomety M2 Browning a dvěma trojhlavňovými 324mm protiponorkovými torpédomety. Kutry byly v letech 1983–1991 modernizovány v rámci programu FRAM (Fleet Renovation and Modernization) a došlo k výměně výzbroje i elektroniky, což jejich schopnosti přiblížilo fregatám. Plavidla byla po modernizaci vybavena jedním 76mm kanónem OTO Melara Compact, dvěma dálkově ovládanými zbraňovými stanicemi Mk 38 s 25mm kanóny M242 Bushmaster a jedním systémem blízké obrany Mk 15 Phalanx Block 1. Torpédomety zůstaly zachovány, přičemž přibyla možnost instalace osmi protilodních střel Harpoon v případě války. V polovině 90. let však bylo rozhodnuto poněkud omezit bojové schopnosti lodí a proto z nich byly odstraněny protiponorkové senzory a zbraně.
Na zádi se nachází přistávací plocha s hangárem pro jeden vrtulník. Původně to byl typ SH-2 Seasprite systému LAMPS I, nyní HH-65 Dolphin (speciální verze typu AS 365 Dauphin) či HH-60J Jayhawk. Pohonný systém je koncepce CODOG. Pro ekonomickou plavbu slouží dva diesely Fairbanks-Morse 38TD8-1/8-12, přičemž v bojové situaci lodě pohání dvě plynové turbíny FT4A-6. Lodní šrouby se stavitelnými lopatkami jsou dva. Manévrovací schopnosti zlepšuje příďové dokormidlovací zařízení. Nejvyšší rychlost dosahuje 29 uzlů. Dosah je 14 000 námořních mil při rychlosti 12 uzlů. Autonomie je 45 dnů.

## Zahraniční uživatelé

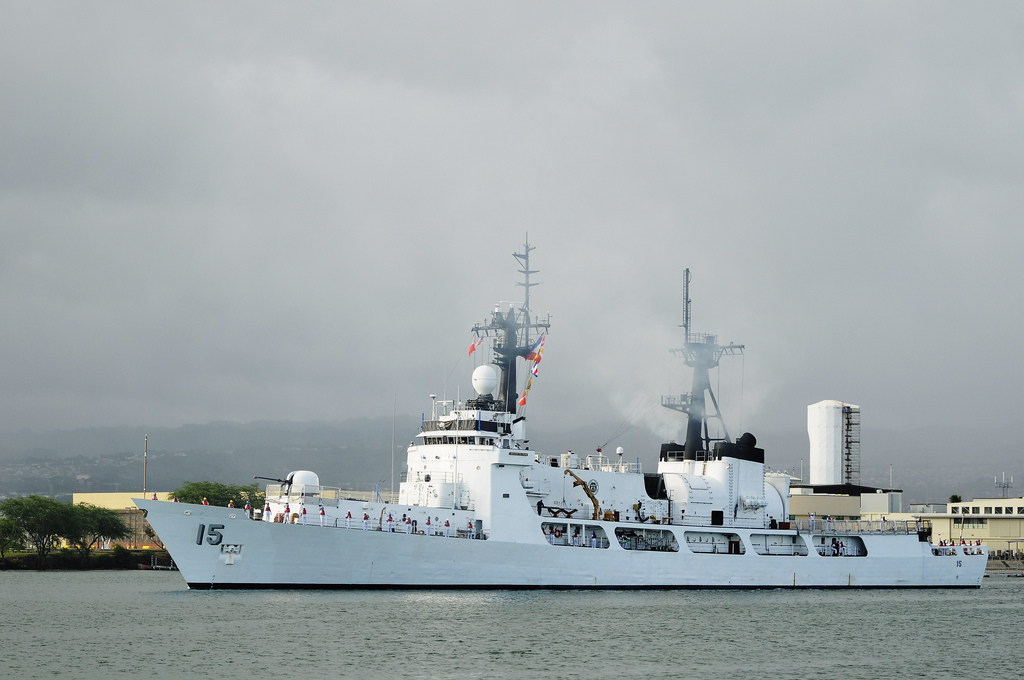
BRP Gregorio del Pilar (PF-15)

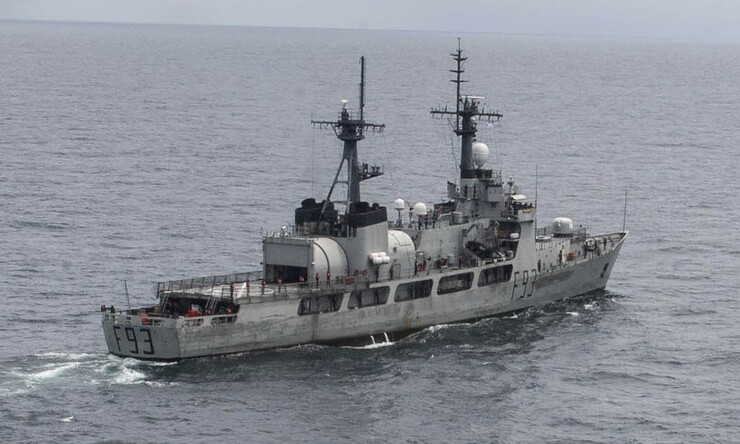
Nigerijské plavidlo Okpabana (F93)

- Bangladéš – Bangladéš zakoupil kutr Jarvis v roce 2013 a Rush v roce 2015. Bangladéšské námořnictvo je provozuje jako BNS Somudra Joy (F28) a BNS Somudra Avijan (F29).

- Filipíny – Filipíny získaly tři vyřazené kutry třídy Hamilton. Slouží u filipínského námořnictva jako třída Del Pilar. Hamilton vyřazený roku 2011 slouží jako BRP Gregorio del Pilar (PS-15). Stal se novou vlajkovou lodí námořnictva a představoval i největší jednotku filipínského námořnictva. Dallas, vyřazený roku 2012, byl do služby zařazen ve stejném roce jako BRP Ramon Alcaraz (PS-16). Třetím plavidlem je Andres Bonifacio (PS-17), původně Boutwell. Hlavní výzbrojí lodí plavidel je 76mm kanón OTO Melara Compact, doplněný o kanóny a kulomety menších ráží. Filipínská plavidla byla původně kategorizována jako fregaty, ale od roku 2019 jsou klasifikovány jako hlídkové lodě. Jejich označení se změnilo z FF na PS.[8]

- Nigérie – Nigérie zakoupila kutr Chase, vyřazený pobřežní stráží roku 2011 a provozuje ho jako NNS Thunder (F90). Roku 2015 nigerijské námořnictvo posílil kutr Gallatin, zařazený do služby jako NNS Okpabana (F92).

- Srí Lanka – Vyřazený kutr Sherman byl roku 2018 darován Srí Lance[4] a Douglas Munro roku 2021. Srílanské námořnictvo je provozuje jako SLNS Gajabahu (P626) a SLNS Vijayabahu (P627).

- Vietnam – Vyřazený kutr Morgenthau v roce 2017 získal Vietnam.[6] Provozuje jej vietnamská pobřežní stráž jako CSB 8020. V roce 2019 bylo rozhodnuto o předání druhého kutru John Midgett.[9] Ten byl převeden roku 2020 a zařazen do vietnamské pobřežní stráže jako CSB 8021.